# Shikichi-jinja
Shikichi-jinja (敷地神社) är en shinto-helgedom i Kita-ku, Kyoto. Dess shakaku-rang var sonsha (byhelgedom). Den är även känd under namnet Wara-tenjin.

## Dyrkadekami
Huvudgudom
- Konohanasakuyahime

Andra gudomar
- Amenohiwashi no Kami
- Takuhatachiji-hime no Mikoto

## Historia
Ursprungligen dyrkades här olika gudar som nedstigit till Kinugasamura i form av Kitayama no Kami. År 831 byggdes ett ishus i närheten, och arbetskraft importerades från Kaga-provinsen (nuvarande Ishikawa prefektur). Dessa arbetare förde med sig Sugō Isobe-jinjas gud (Wara-tenjin), som sedan dyrkades väster om Kitayama no Kami, och utsåg dennes mor Konohanasakuyahime som huvudgudom.
När Ashikaga Yoshimitsu byggde det närliggande Kinkaku-ji år 1397 blev helgedomarna svåråtkomliga, och flyttades därför till den nuvarande platsen där de kombinerades till en.

## Tro
Konohanasakuyahime dyrkas här som barnafödelsens gudinna. Namnet "Wara-tenjin" kommer av att man ger ut halm ("wara" på japanska) som skyddsamuletter. Det sägs att om det finns en skarv i halmstrået kommer det födas en pojke, och om det inte finns så blir det en flicka. 
I den underliggande helgedomen Rokushō-jinja dyrkas en rad gudar för att få bra betyg i skolan.

## Området

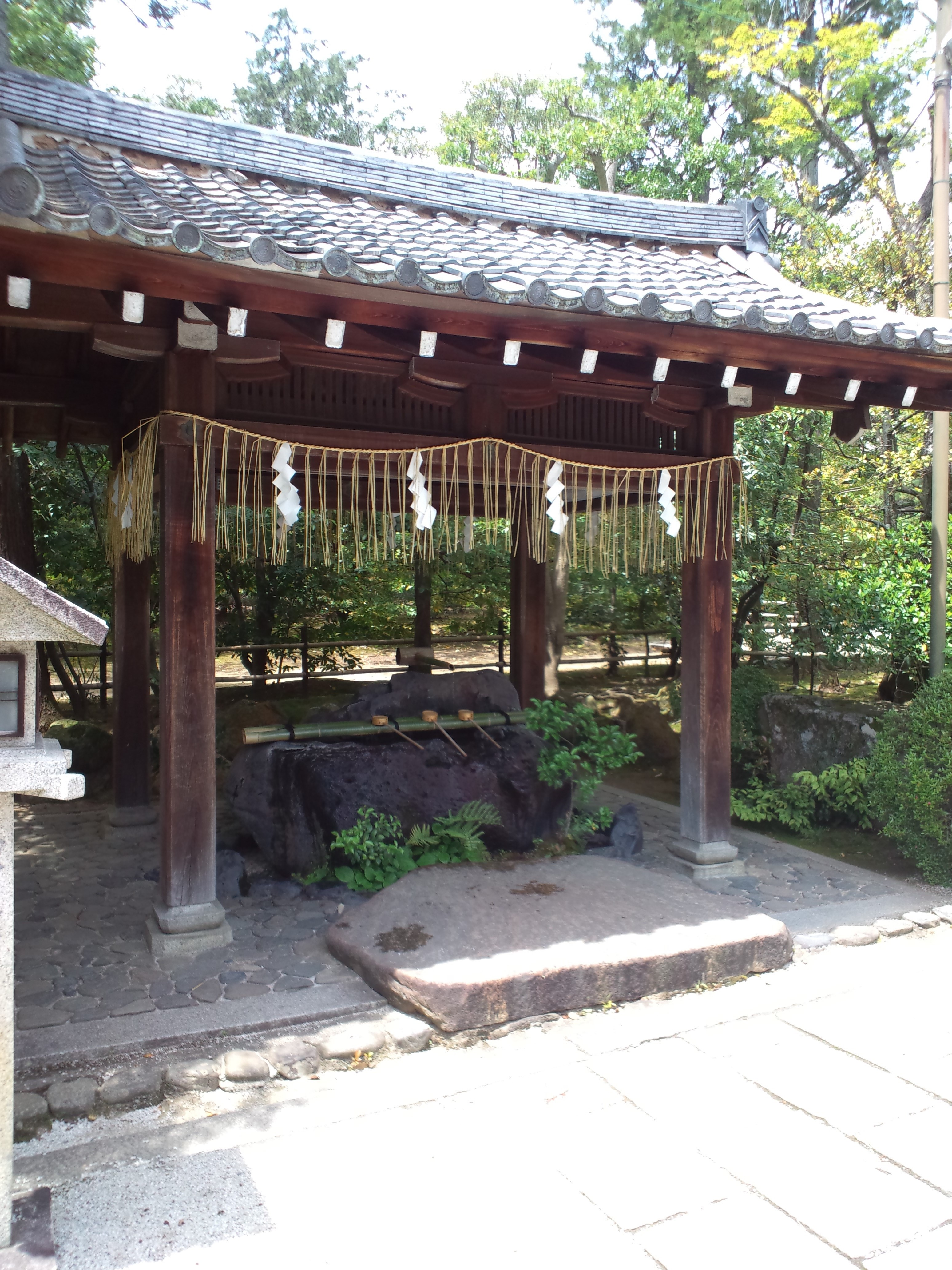
Temizuya
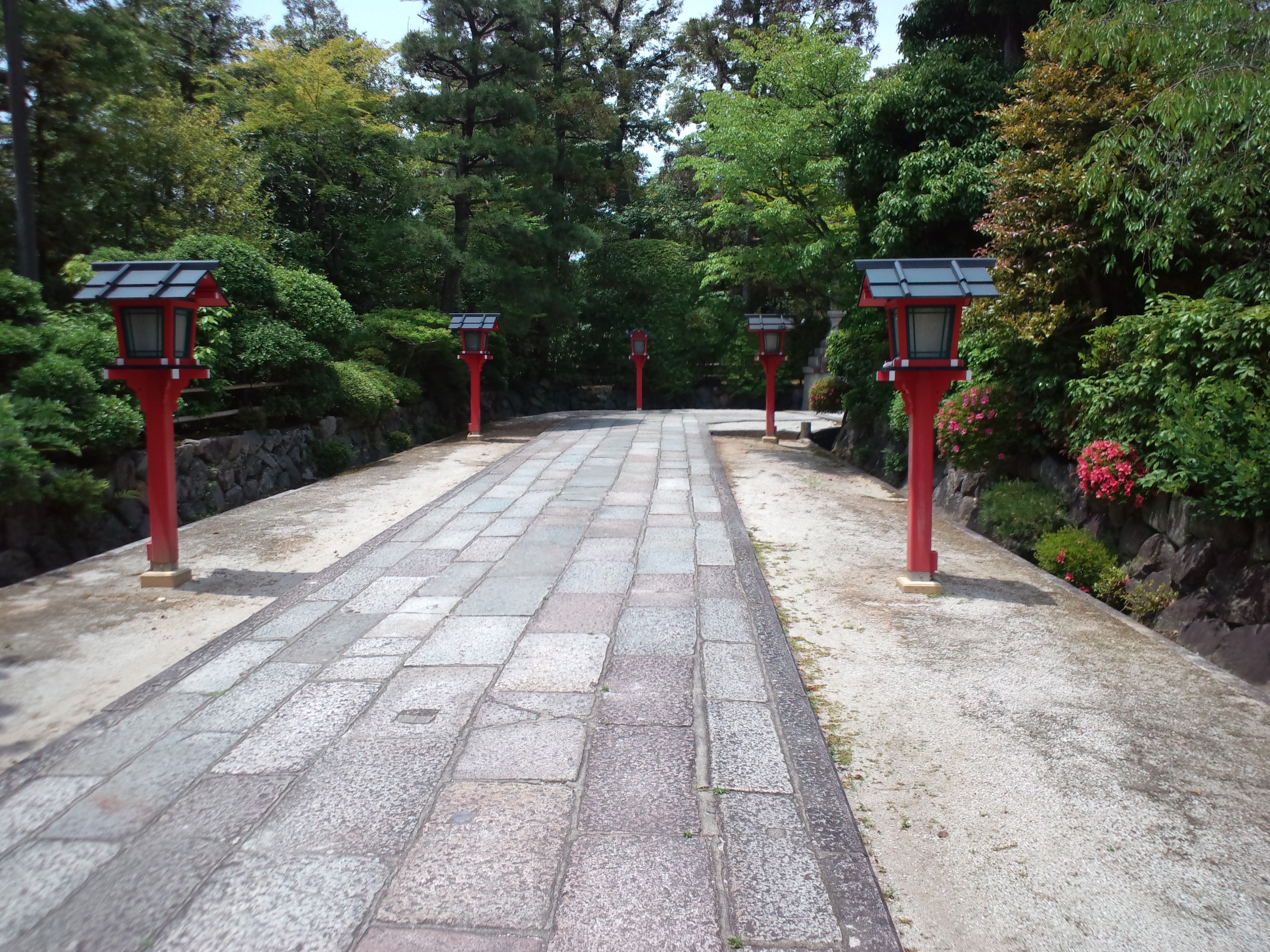
Sandō
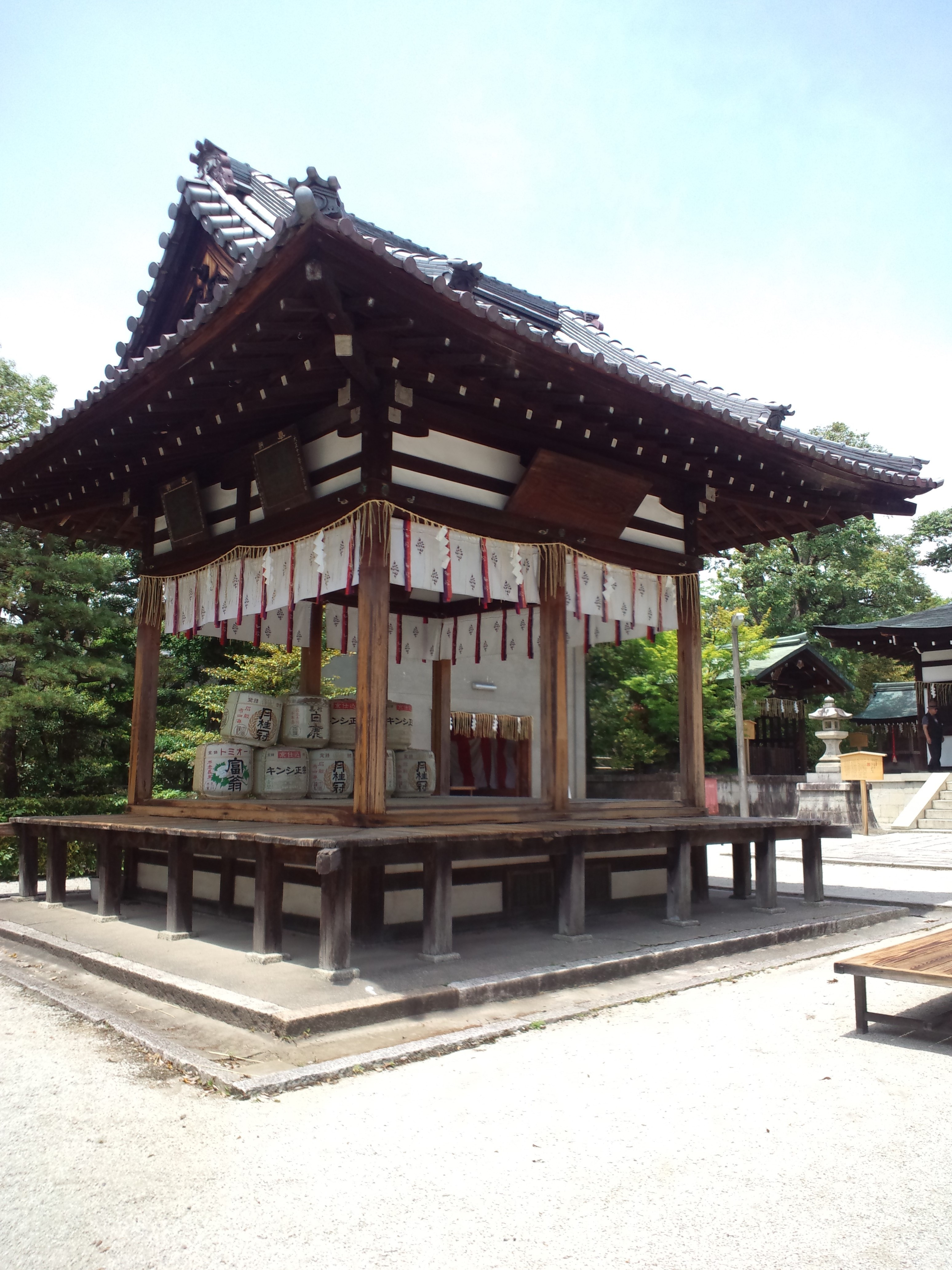
Maidono
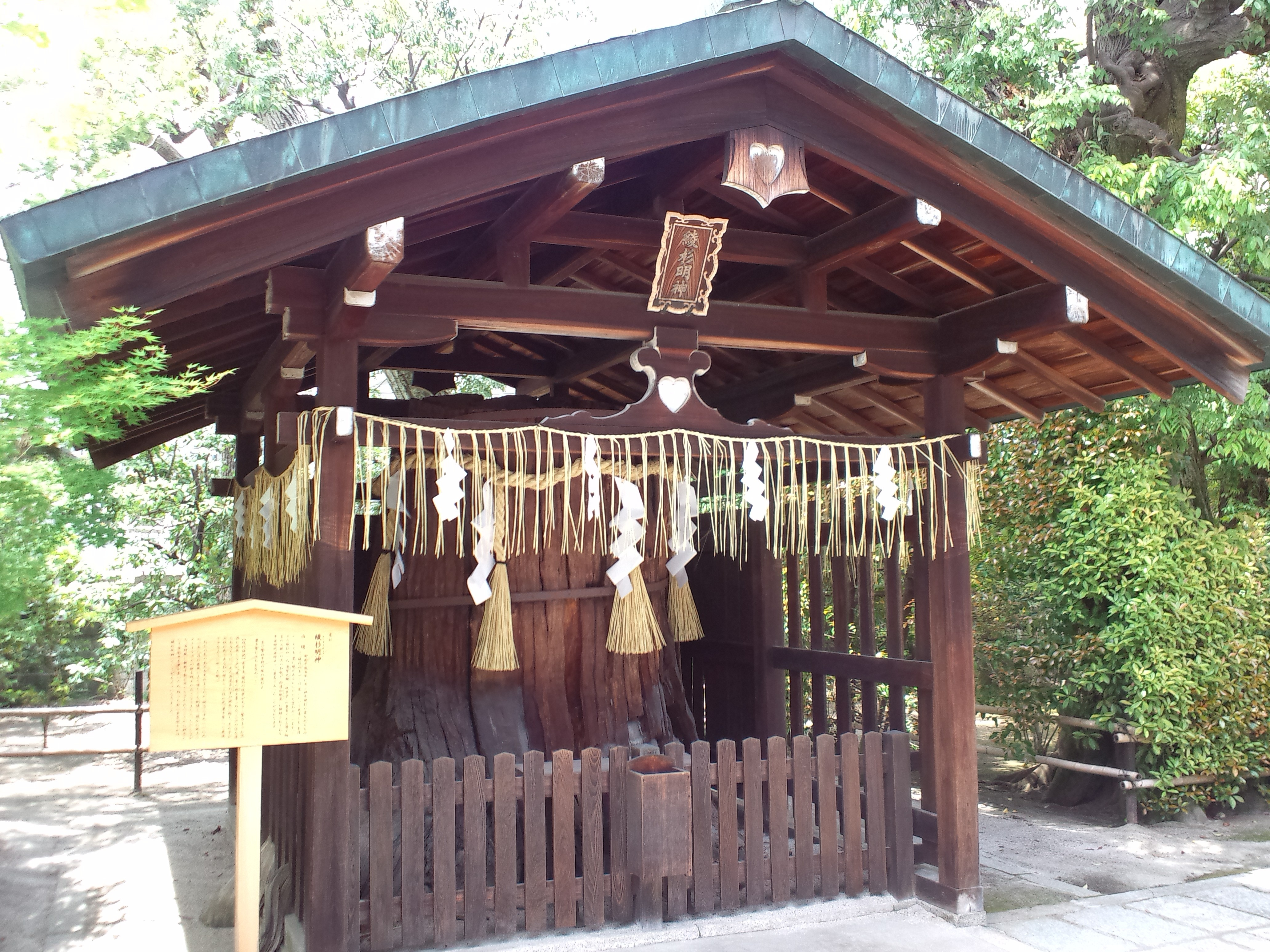
Ayasugi Myōjin
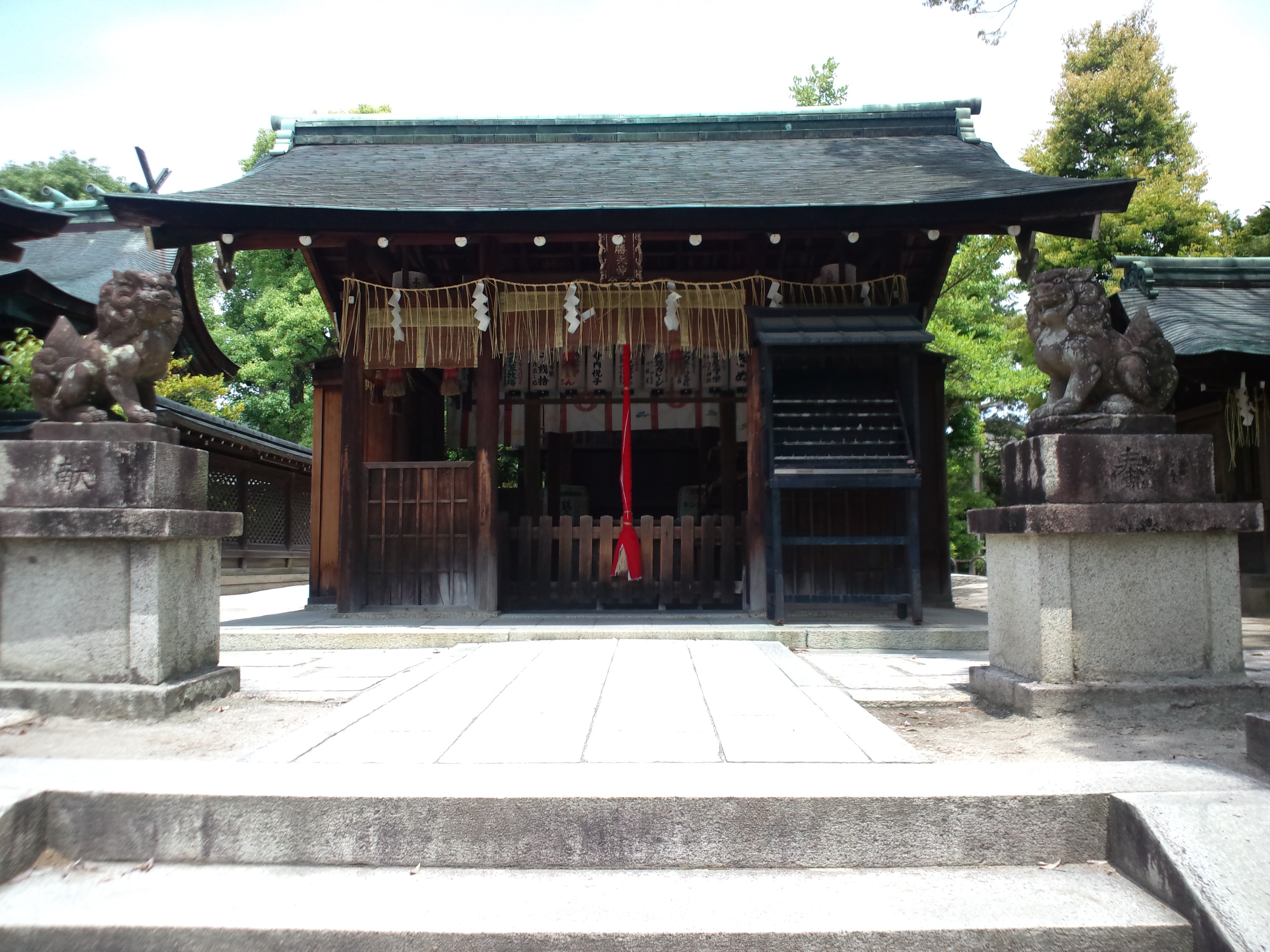
Rokushō-jinja